# 阿纳姆地
阿纳姆地（英語：Arnhem Land）是澳大利亚北领地的一个地区。位于澳大利亚北海岸线的中部，东为卡奔塔利亚湾，北部濒临阿拉弗拉海，西部与卡卡杜国家公园接壤。大部分为地高原，平均海拔150米。为澳洲原住民保留地。旅游业兴盛。